# Rafael Guastavino
Pour les articles homonymes, voir Guastavino.
Rafael Guastavino Moreno, né en mars 1842 à Valence (Espagne) et décédé en février 1908 à Asheville, est un maître d'œuvre et architecte espagnol qui exerça une grande partie de son activité aux États-Unis où il propagea le système de la voûte catalane.

## Biographie
Rafael Guastavino se forme dans la maîtrise d'œuvre à l'Académie royale catalane des beaux-arts de Saint-Georges à Barcelone. Il commence sa carrière professionnelle en construisant la fàbrica Batlló (ca). À Vilassar de Dalt, il construit le théâtre La Massa (ca) qui comporte une voûte de 17 mètres de diamètre. L'inauguration a lieu le 13 mars 1881 alors que Guastavino est déjà parti pour les États-Unis.

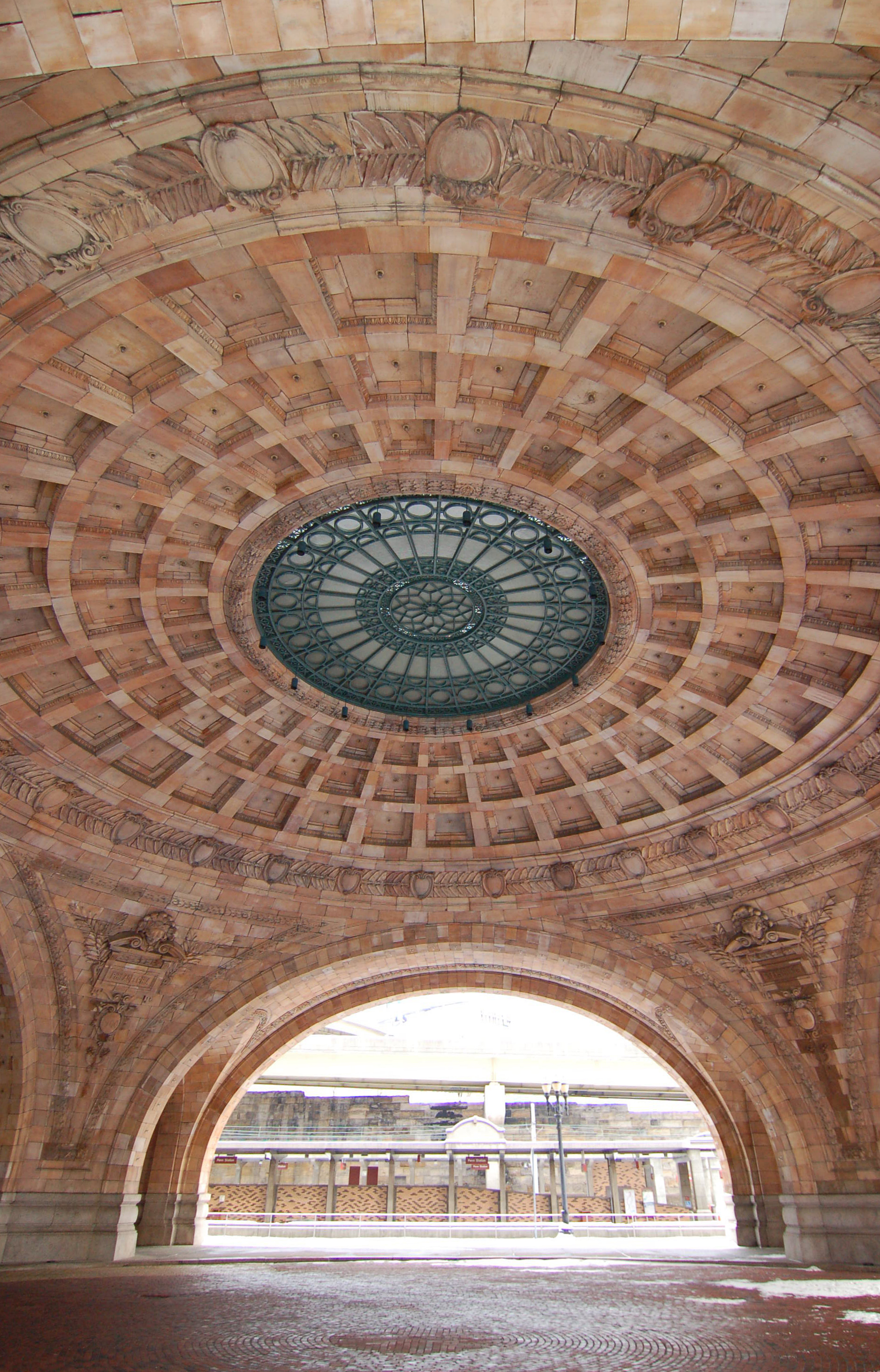
Voûte de lUnion Station à Pittsburgh, œuvre de Rafael Guastavino.

Aux États-Unis, il met sous patente le "système de voûte Guastavino", système qui en Espagne est connu sous le nom de voûte catalane qui est traditionnelle dans l'architecture de Catalogne et de Valence.
À partir de 1881, Guastavino réside à New York où il devient célèbre grâce à ses voûtes en briques de terre cuite dont la résistance au feu est appréciée après le grand incendie de Chicago. Il fonde l'entreprise Guastavino Fireproof Construction Company.
Il a conseillé l'entrepreneur Eusebi Güell pour le dessin de la voûte de l'usine de ciment Asland construite en 1901 à Castellar de Nuch.

### Accueil aux États-Unis

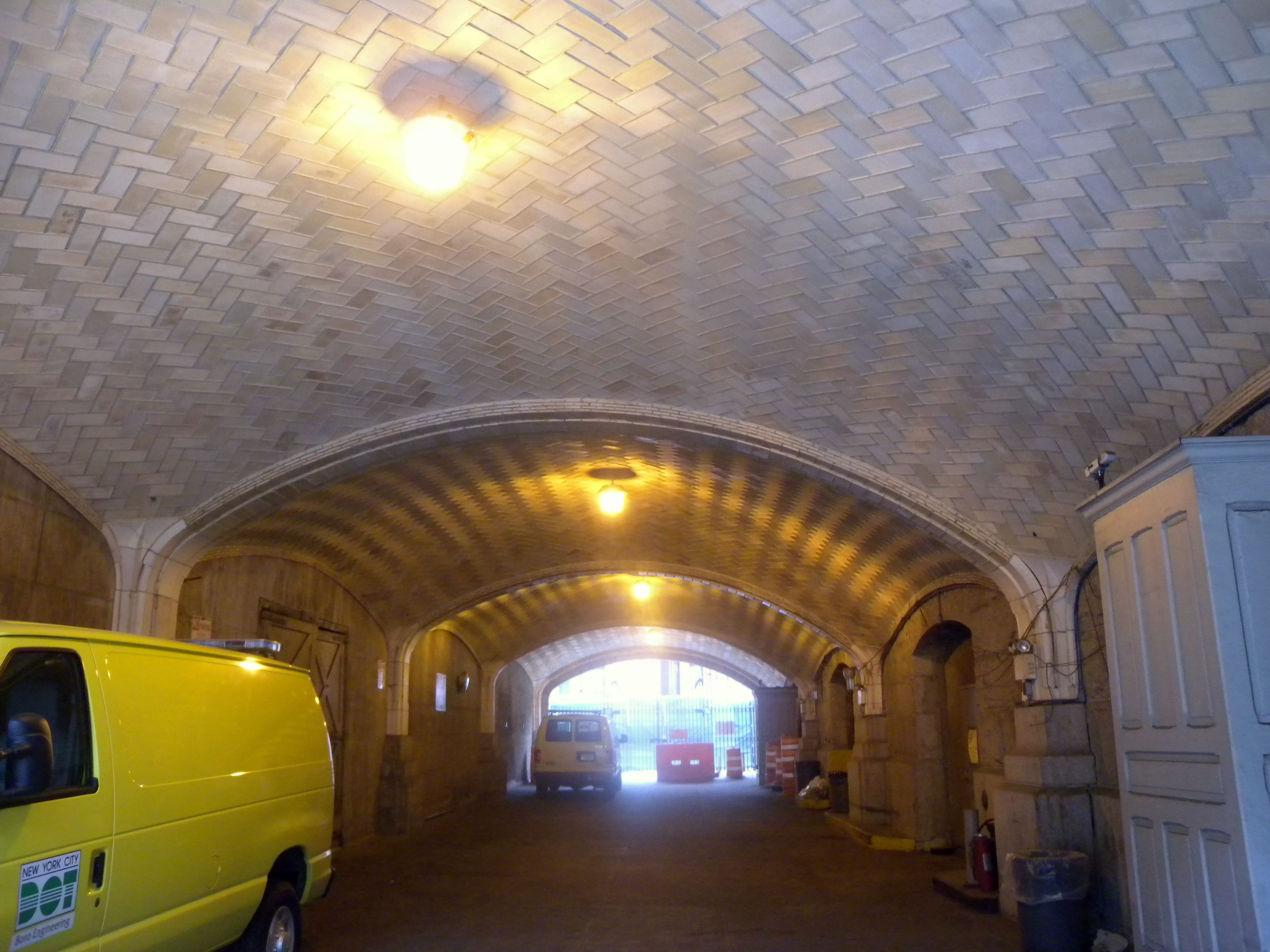
Vue vers le sud d'un magasin du Queens New York. Construit par Rafael Guastavino.

Rafael Guastavino s'installa aux États-Unis avec son fils durant les années 1880 et exporta la technique de construction de la voûte catalane basée sur le système traditionnel de briquettes et qui permet de n'utiliser que de la terre cuite.
Après l'incendie de Chicago de 1871, l'opinion publique réclamait de nouvelles techniques de constructions plus résistantes au feu. L'une fut le fer, et l'autre la terre cuite, dont Guastavino était un grand expert. Le succès arriva lorsque Guastavino construisit les voûtes de la Bibliothèque publique de Boston en 1889 pour les architectes McKim, Mead & White. La critique architecturale nord-américaine resta fascinée par ces voûtes qui semblaient ne s'appuyer nulle part.

## Ouvrages
On peut contempler les travaux de Rafael Guastavino dans de nombreux édifices nord-américains tels que :
- la Bibliothèque publique de Boston.
- À New York, le système de voûte Guastavino laisse son empreinte sur des édifices aussi emblématiques que la gare Grand Central Terminal, le Carnegie Hall, le Musée américain d'histoire naturelle à Central Park West, la cathédrale Saint John the Divine, l'église St. Bartholomew ou encore le Battery Maritime Building à Manhattan, l'Hôtel de ville de New York et le Mount Sinai Hospital.
- Il a décoré plusieurs stations du métro de New York, notamment la « station fantôme » de City Hall à Manhattan.
- À Washington, il participe à la construction du Musée national d'Histoire naturelle et du bâtiment abritant la Cour suprême des États-Unis.
- À Pittsburgh, il participe à la construction de la synagogue Rodef Shalom et de la gare Union Station.

Au cours de sa vie, Guastavino aura construit à l'aide de son système de voûte, 360 édifices à New York, une centaine à Boston et quelques autres à Baltimore, Pittsburgh, Washington et Philadelphie. Son fils Rafael Guastavino Expósito (es) a poursuivi l'œuvre de son père (église Saint-François-de-Sales de Philadelphie par exemple).